# Bae Jun-ho
Bae Jun-ho (en coréen : 배준호), né le 21 août 2003 à Daegu en Corée du Sud, est un footballeur sud-coréen évoluant au poste de milieu offensif à Stoke City.

## Biographie

### En club
Né à Daegu en Corée du Sud, Bae Jun-ho est notamment formé par le Daegu FC avant d'étudier dans différents établissements de la région. Il commence sa carrière professionnelle au Daejeon Citizen. Durant sa formation il est considéré comme l'un des joueurs les plus prometteurs du pays, attirant l'intérêt de clubs de première division.
Bae Jun-ho joue son premier match en professionnel le 27 février 2022, lors d'une rencontre de K League 2, la deuxième division sud-coréenne, face au Gwangju FC. Il est titularisé et son équipe s'incline par deux buts à zéro.
Lors de cette saison 2022, il participe à la montée du club en première division, le Daejeon Citizen sortant vainqueur des barrages d'accession à l'élite qu'il dispute face au Gimcheon Sangmu,. 
Le 1er avril 2023, il joue son premier match de K League 1, la première division, contre le FC Séoul. Il est titularisé au poste d'ailier gauche et son équipe s'impose par trois buts à deux.
Le 31 août 2023, Bae Jun-ho rejoint l'Angleterre pour s'engager en faveur de Stoke City. Il signe un contrat de quatre ans, soit jusqu'en juin 2027.
Il inscrit son premier but pour Stoke le 24 février 2024, lors d'une rencontre de championnat face à Cardiff City. Il est titularisé mais ne peut empêcher la défaite de son équipe par deux buts à un,.

### En sélection
Bae Jun-ho représente l'équipe de Corée du Sud des moins de 19 ans. Il joue sept matchs avec cette sélection, et marque un but.
Il est également sélectionné avec les moins de 20 ans, participant notamment avec cette sélection à la coupe d'Asie en 2023. Si son équipe est éliminée en demi-finale par l'Ouzbékistan après une séance de tirs au but, Bae se montre à son avantage en étant l'un des joueurs les plus en vues de son équipe.
Toujours avec les moins de 20 ans, Bae Jun-ho est retenu pour participer à la coupe du monde des moins de 20 ans en 2023. Lors de cette compétition organisée en Argentine il joue six matchs et marque un but contre l'Équateur en huitièmes de finale (victoire 2-3 de la Corée du Sud). Son équipe se hisse jusqu'en demi-finale, où elle est battue par l'Italie (2-1 score final), puis s'incline de nouveau lors du match pour la troisième place contre Israël (3-1 score final).